# Carlos Auzqui
Carlos Daniel Auzqui (Longchamps, 16 marzo 1991) è un calciatore argentino, attaccante dell'Atl. Tucumán.

## Carriera
Dal 2009 gioca nella massima serie argentina.
Nel febbraio del 2017 si trasferisce al River Plate.

## Palmarès

### Club

#### Competizioni nazionali
- Campionato argentino: 1

Estudiantes (LP): Apertura 2010
- Coppa d'Ungheria: 1

Ferencváros: 2021-2022
- Campionato ungherese: 2

Ferencváros: 2021-2022, 2022-2023